# Paperino e i proponimenti segreti
Paperino e i proponimenti segreti (Secret Resolutions) è una storia a fumetti scritta da Carl Barks. Conta 10 tavole ed è il seguito di Paperino e i buoni propositi.

## Pubblicazioni

### USA
- febbraio 1956  numero 185 di Walt Disney's Comics and Stories

### Italia
- 25 giugno 1956, sul numero 141 di Topolino
- Albi della Rosa n. 298 (24/7/1960)
- Complete Carl Barks n. 15 (1980)
- Paperino n. 23 (9/1984)
- Zio Paperone n. 52 (1/1994)
- La grande dinastia dei paperi n. 11 (7/4/2008)

## Trama
La storia è incentrata su una scommessa fra Paperino e i suoi nipoti: mantenere la parola data sui buoni propositi (scritti su un foglietto), la scommessa verrà persa se qualcuno di loro leggerà i propositi altrui. Alla fine sarà Paperino a venire meno modificando il suo proposito, ma a quel punto cercherà in tutti i modi di far perdere gli ignari nipoti.
I propositi erano opposti: Qui, Quo e Qua avevano promesso di cibarsi di tutto tranne che di dolci, Paperino per far felice i nipotini doveva cucinare solo dolci.